# Ostrówki (obwód brzeski)
Ostrówki (błr. Астроўкі; ros. Островки) – nieistniejąca wieś i folwark na Białorusi, w rejonie drohiczyńskim obwodu brzeskiego, około 12 km na południowy wschód od Drohiczyna.
Wieś lenna położona była w końcu XVIII wieku powiecie pińskim województwa brzeskolitewskiego. 

## Historia
Ostrówki pojawiały się w dokumentach w 1776 i 1887 roku jako folwark. Jednak zarówno Aftanazy (który był tam osobiście) jak i Niesciarczuk piszą, że była tam i wieś. W Słowniku geograficznym Królestwa Polskiego określa się je jako dobra (...) Bahurskich.
Miejsce, w którym znajdowały się Ostrówki, leżało w województwie brzeskolitewskim Rzeczypospolitej. Po III rozbiorze Polski znalazło się na terenie powiatu kobryńskiego, należącego do guberni słonimskiej (1796), litewskiej (1797–1801), a później grodzieńskiej (1801–1915) Imperium Rosyjskiego. Po ustabilizowaniu się granicy polsko-radzieckiej w 1921 roku folwark i wieś wróciły do Polski, znalazły się w gminie Drohiczyn powiatu drohiczyńskiego województwa poleskiego, od 1945 roku – w ZSRR, od 1991 roku – na terenie Republiki Białorusi.
Najprawdopodobniej dopiero w XIX wieku dobra te stały się własnością rodziny Bogurskich (Bogorskich, Bahurskich) herbu Ogończyk. Na przełomie XIX i XX wieku dobra te liczyły 1300 dziesięcin. W 1914 roku właścicielem Ostrówek był Julian Bogurski, a w 1939 roku – jego córka Zofia Bańkowska.
Do 1939 roku stał tu niewielki (siedmioosiowy) dwór lub pałac. Był to drewniany, wysoko podpiwniczony, klasycystyczny prostokątny budynek pochodzący prawdopodobnie z drugiej połowy XIX wieku. Obie jego dłuższe elewacje były identyczne: na środku każdej z nich znajdował się ganek, którego trójkątny szczyt z okrągłym okienkiem był wsparty czterema kolumnami. Dwór kryty był gładkim czterospadowym dachem gontowym. 
Po rabunkach w czasie I wojny światowej niewiele w nim zostało w dwudziestoleciu międzywojennym. 
Dom stał wśród starego ogrodu.
W czasie II wojny światowej wieś i majątek zostały spalone. Dziś nie ma po nich śladu.
Majątek w Ostrówkach jest opisany w 2. tomie Dziejów rezydencji na dawnych kresach Rzeczypospolitej Romana Aftanazego.